# Massilia aurea
Massilia aurea es una bacteria gramnegativa del género Massilia. Fue descrita en el año 2006. Su etimología hace referencia a dorado. Es aerobia y móvil. Tiene un tamaño de 1 μm de ancho por 1,6-3 μm de largo. Crece en forma individual o en parejas. Forma colonias circulares, traslúcidas y de color amarillo en agar PCA tras 2 días de incubación. No crece en MacConkey. Temperatura de crecimiento entre 4-30 °C, óptima de 28 °C. Catalasa y oxidasa positivas. Es sensible a tetraciclina, rifampicina, estreptomicina, neomicina, eritromicina, kanamicina, vancomicina, ácido nalidíxico, novobiocina y cloranfenicol. Resistente a penicilina, bacitracina y cefalotina. Tiene un contenido de G+C de 66%. Se ha aislado de agua potable en Sevilla, España.